# Madeleine Han Yong-i
Madeleine Han Yong-i (en coréen 한영이 막달레나) est une laïque chrétienne coréenne, martyre et sainte, née en 1783 en Corée, morte décapitée le 29 décembre 1839 à Séoul.
Reconnue martyre et béatifiée en 1925 par Pie XI, elle est solennellement canonisée à Séoul par le pape Jean-Paul II le 6 mai 1984 avec 102 autres martyrs de Corée. 
Sainte Madeleine Han Yong-i est fêtée le 29 décembre et le 20 septembre.

## Biographie
Madeleine Han Yong-i naît en 1783 en Corée. Elle est encore jeune quand elle épouse Kwŏn Chin, érudit et fonctionnaire du gouvernement, qui appartient à une famille noble. 
Son mari devient catholique à un âge avancé, et elle devient elle aussi catholique. Il est baptisé sur son lit de mort, et fait promettre à sa femme de toujours vivre en catholique. Depuis lors, elle vit de façon très pauvre mais très pieuse. Bien qu'elle soit très pauvre, elle ne se plaint jamais mais remercie Dieu de sa pauvre vie.
Madeleine Han accueille chez elle Agathe Yi Kyong-i, l'amie de sa fille Agathe Kwon Chin-i, venue vivre avec elles. Les trois femmes partagent la même vie chrétienne avec ferveur, pratiquant leur foi et la mortification.
Dénoncée par un apostat, Madeleine Han est arrêtée le 17 juillet 1839 avec sa fille Agatha Kwon et son amie Agathe Yi. Madeleine est emprisonnée à part de sa fille Agathe qui avec deux autres femmes est enfermée dans une prison voisine, sous surveillance. Le traître Kim Yo-sang veut prendre Agathe Kwŏn comme maîtresse, mais elle ne l'écoute pas ; elle est libérée par des policiers qui ont pitié de sa jeunesse, mais qui sont ensuite punis par le gouvernement. Agathe et deux autres femmes sont ensuite de nouveau arrêtées. 
Pendant ce temps, Madeleine est sévèrement torturée. Elle est tordue et battue, mais persévère avec courage dans la foi. Elle attend sereinement le martyre probable.
Madeleine Han Yong-i est finalement décapitée le 29 décembre 1839 à l'extérieur de Séoul, à la Petite porte de l'Ouest, avec six autres catholiques,, dont Madeleine Yi Yong-dog.

## Canonisation
Madeleine Han Yong-i est reconnue martyre par décret du Saint-Siège le 9 mai 1925 et ainsi proclamée vénérable. Elle est béatifiée (proclamée bienheureuse) le 5 juillet suivant par le pape Pie XI.
Elle est canonisée (proclamée sainte) par le pape Jean-Paul II le 6 mai 1984 à Séoul en même temps que 102 autres martyrs de Corée,. 
Sainte Madeleine Han Yong-i est fêtée le 29 décembre, jour anniversaire de sa mort, et le 20 septembre, qui est la date commune de célébration des martyrs de Corée.